# رئیس شورای اروپایی
رئیس شورای اروپایی فردی است که رئیس شورای اروپایی و همچنین نماینده اصلی اتحادیه اروپا در سطح جهانی است. این نهاد شامل انجمن سران دولت یا دولت کشورهای عضو اتحادیه اروپا و همچنین رئیس کمیسیون اروپا است و جهت‌گیری سیاسی را به اتحادیه اروپا (EU) ارائه می‌دهد.
در ۱۹ نوامبر ۲۰۰۹، شورای اروپا توافق کرد که نخستین رئیس تحت قرارداد لیسبون، هرمن ون رومپوی (حزب مردم اروپا، بلژیک) باشد. ون رومپوی زمانی که معاهده لیسبون در تاریخ ۱ دسامبر ۲۰۰۹ اجرا شده تا ۳۱ مه ۲۰۱۲ در این منصب بود. دوره ریاست وی سپس تا ۳۰ نوامبر ۲۰۱۴ تمدید شد. دونالد توسک، نخست‌وزیر سابق لهستان، دومین رئیس فعلی است. او در ابتدا برای مدت ۱ دسامبر ۲۰۱۴ تا ۳۱ مه ۲۰۱۷ انتخاب شد و بعداً در تاریخ ۹ مارس ۲۰۱۷ برای دومین دوره از ۱ ژوئن ۲۰۱۷ تا ۳۰ نوامبر ۲۰۱۹ دوباره انتخاب شد.